# Jännerstreik

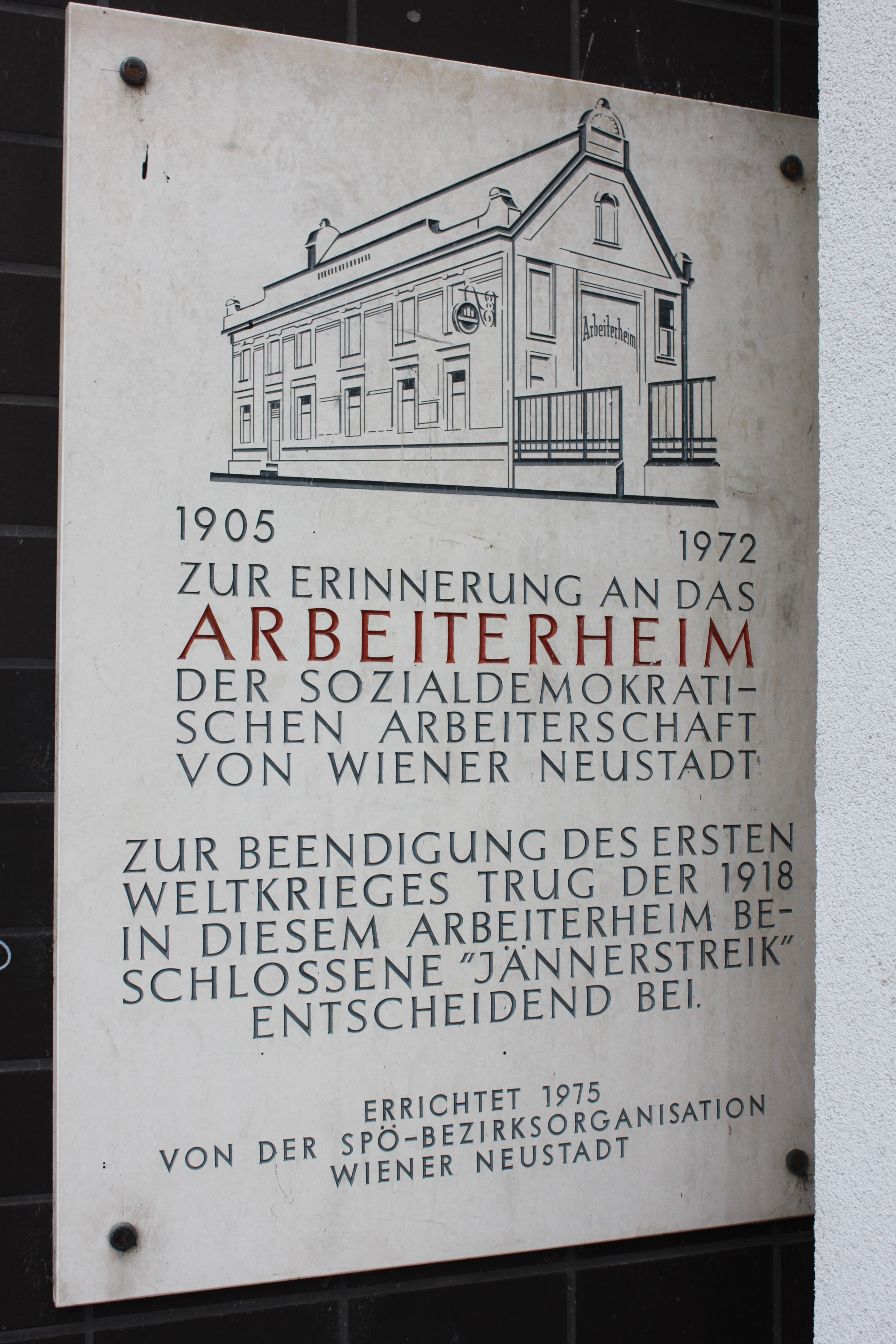
Gedenktafel in Wiener Neustadt

Im „Jännerstreik“ 1918 in Österreich-Ungarn forderten die streikenden Arbeiter, kurz vor dem Januarstreik im Deutschen Kaiserreich, bessere Lebens- und Arbeitsbedingungen sowie ein Ende des Ersten Weltkrieges.

## Vorgeschichte
Schon Anfang 1917 kam es in Wien aufgrund der Nahrungsmittelknappheit zu Streiks. Gefordert wurde die Ausgabe bestimmter Lebensmittel, eine Verbesserung der Verteilungsorganisation und der Arbeitsbedingungen in einzelnen Betrieben. Vermehrt wurde auch der Friedensschluss gefordert. Im Winter 1917/18 spitzte sich die Lage zu. Nach der Oktoberrevolution in Russland wurde von den Bolschewiki der Frieden ausgerufen und es kam in ganz Europa zu Solidaritätskundgebungen. Bei einer Friedensversammlung in Wien wurde am 11. November 1917 die Parole ausgegeben: Gebt uns den Frieden wieder oder wir legen die Arbeit nieder.

## Verlauf
Zwischen dem 3. und 25. Jänner 1918 erfasste der Jännerstreik weite Teile der Monarchie. Über 700.000 Arbeiter traten in den Ausstand, vor allem wegen der materiell bedrängten Situation, aber auch wegen der durch die Verhandlungen von Brest-Litowsk genährten Friedenserwartungen.
Im Jännerstreik fanden soziale Unzufriedenheit und Kriegsmüdigkeit ihren Höhepunkt. Der am 14. Jänner 1918 in den Wiener Neustädter Daimler-Motorenwerken wegen der Halbierung der Mehlration ausgebrochene Streik weitete sich binnen weniger Tage zur größten Streikaktion in der Geschichte des Landes aus und erfasste bald alle Industriegebiete der Monarchie.
Bald forderten die Streikenden nicht mehr nur eine bessere Versorgung, sondern auch die sofortige Beendigung des Krieges und in Massenveranstaltungen wurden nach dem Vorbild der russischen Revolution Arbeiterräte gewählt.
Die Jännerstreiks, deren politische Ursachen auch die den Frieden gefährdenden deutschen Kriegsziele in Brest-Litowsk waren, benutzte der langjährige Vorsitzende der Sozialdemokraten Victor Adler, um das Kabinett in Wien gegen die Annexionsforderungen in Brest festzulegen.
Die Regierung unter Ministerpräsident Ernst Seidler von Feuchtenegg sah sich deshalb genötigt, Verhandlungen mit der sozialdemokratischen Parteiführung aufzunehmen, die ihrerseits alle Kräfte aufbieten musste, um bei der Wahl der Arbeiterräte die Kontrolle über ihre Basis nicht zu verlieren. Der sozialdemokratische Parteivorstand selbst verfasste eine Regierungserklärung, die zahlreiche Zugeständnisse an die Streikenden enthielt, darunter auch die Zusicherung, die katastrophale Lebensmittelversorgung zu verbessern und sich um Friedensverhandlungen zu bemühen, und setzte damit am 20. Jänner den Beschluss zum Abbruch des Streiks durch.
Adler errang die Zustimmung zum Abbruch des Streiks auch deshalb, weil die Militärs nicht gezögert hätten, mit militärischer Gewalt gegen den Streik vorzugehen.
Nach dem Ende des Jännerstreiks wurden die Streikführer und auch zahlreiche Aktivisten verhaftet oder zur Armee eingezogen. Egon Erwin Kisch, der damalige Oberleutnant im Kriegspressequartier, der für die Formulierung vieler Flugblätter wahrscheinlich verantwortlich war, blieb hingegen unentdeckt.
Die Unruhen griffen in Folge auf die Armee über. So kam es zu Soldatenmeutereien unter Truppen südslawischer Herkunft in Judenburg und Pécs, Truppen mit tschechischen Soldaten im böhmischen Rumburg und unter ungarischen Regimentern in Budapest. Am 22. Jänner 1918 streikten die Arsenalarbeiter im Kriegshafen Pola, dem sich die Matrosen der im Hafen liegenden Schiffe der k. u. k. Kriegsmarine anschlossen. Am 29. Jänner streikten die Arbeiter in Mährisch-Ostrau, und am 1. Februar kam es bei der in der Bucht von Kotor vor Anker liegenden k. u. k. Kreuzerflottille zum Matrosenaufstand von Cattaro, bei dem 6.000 Matrosen auf 40 Schiffen die rote Fahne hissten und sofortigen Friedensschluss verlangten. Ende April 1918 traten Teile des Landheers in den Streik, zuerst in Galizien, dann in der Slowakei. In den ersten Monaten des Jahres 1918 nahmen die Desertionen massiv zu. Die Zahl der militärgerichtlichen Verfahren verdoppelten sich, wobei Entzugs- und Verweigerungsdelikte den größten Anteil ausmachten.